# Saint-Séglin
Saint-Séglin est une commune française située dans le département d'Ille-et-Vilaine, en région Bretagne. Elle est membre de Vallons de Haute-Bretagne communauté.

## Géographie

### Communes limitrophes
|                    | Val-d'Anast  |             |
| Carentoir Morbihan | Saint-Séglin | Val-d'Anast |
|                    | Bruc-sur-Aff | Pipriac     |

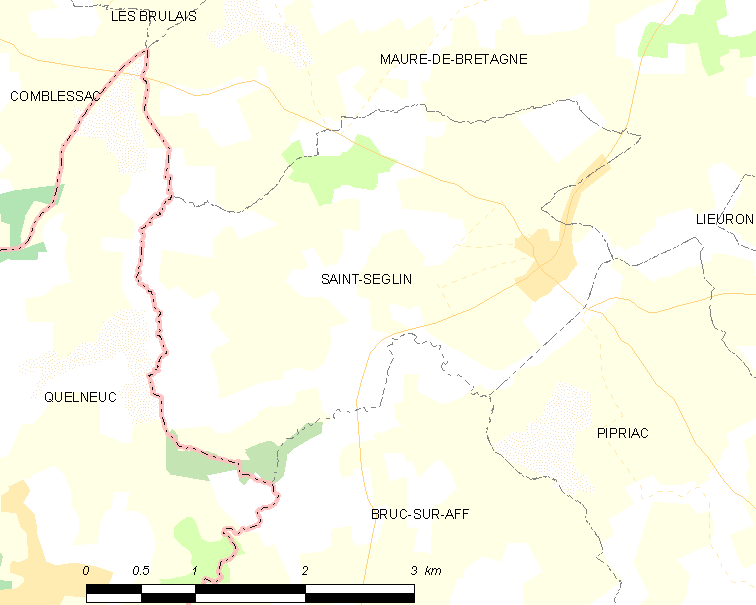
Carte de Saint-Séglin et des communes avoisinantes.

Nb : Maure-de-Bretagne est désormais une partie de la commune nouvelle de Val-d'Anast.

### Relief et hydrographie
Le finage de Saint-Séglin est limité au sud par le Combs, partiellement à l'ouest et au nord-est par deux de ses affluents : le Ruisseau de Faugouré, et le Ruisseau venant de la Fontaine Trouée.

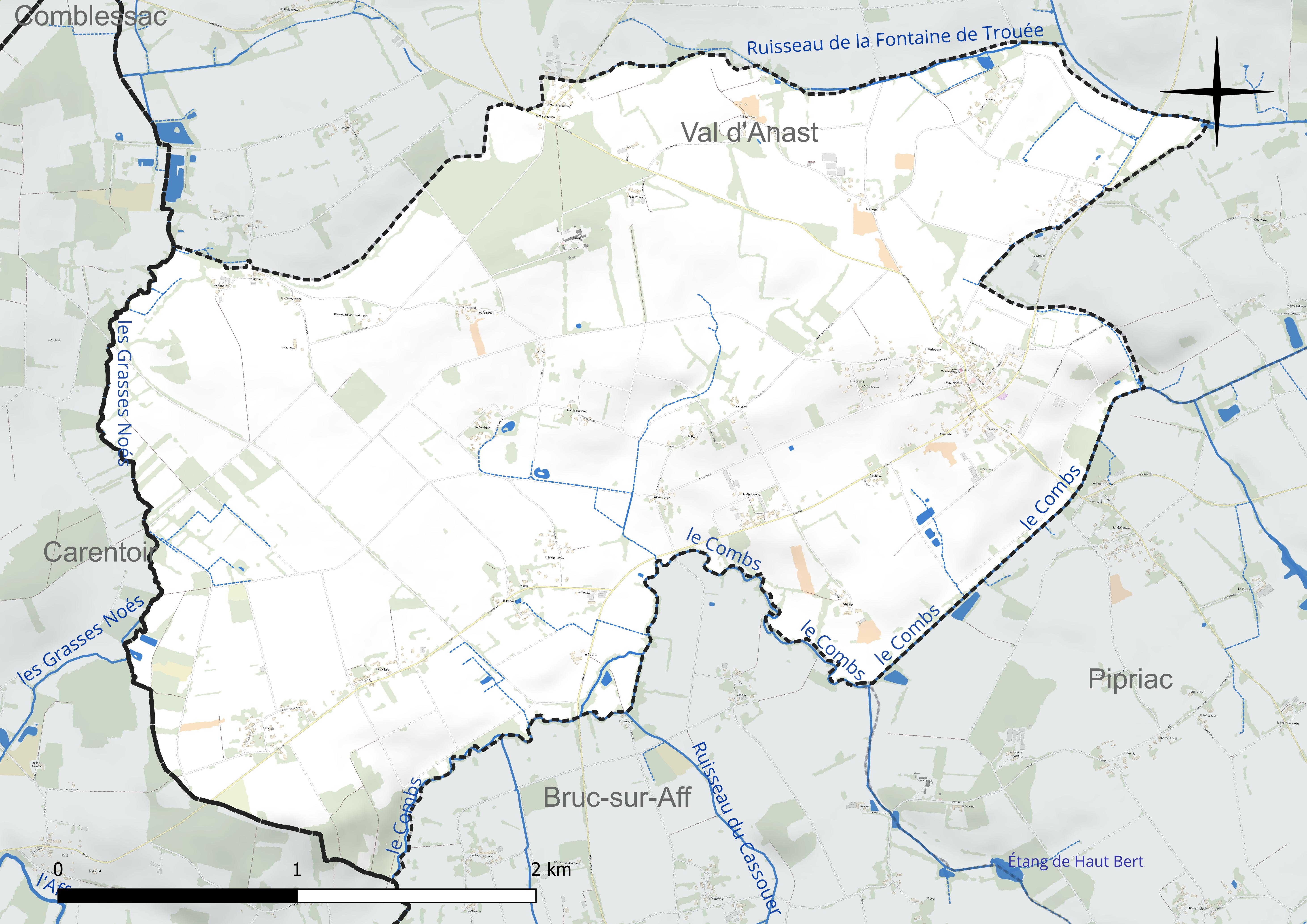
Carte du réseau hydrographique de la commune de Saint-Séglin.

### Géologie
Le sous-sol de la commune est constitué en majorité de schiste briovérien, veinés çà et là de poudingue de Gourin, de quartzites et de tufs. Du calcaire lacustre tongrien est présent à Saint-Séglien.

### Hydrographie
Pour un article plus général, voir Réseau hydrographique d'Ille-et-Vilaine.
La commune est située dans le bassin Loire-Bretagne. Elle est drainée par le Combs, les Grasses Noés,la Fontaine de Trouer,,.
Le Combs, d'une longueur de 22 km, prend sa source dans la commune de Val d'Anast et se jette  dans l'Aff  à Bruc-sur-Aff, après avoir traversé huit communes. 

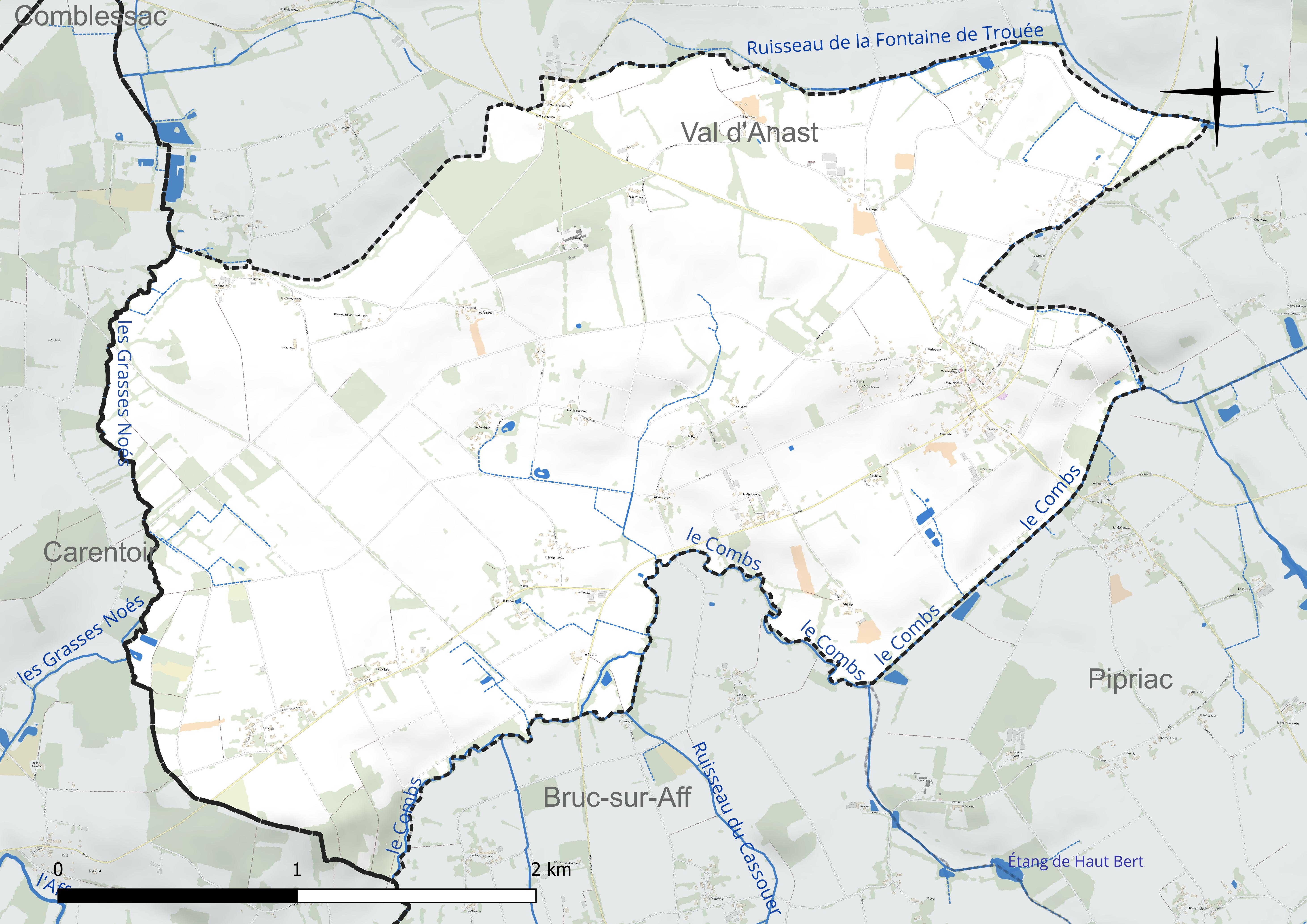
Réseau hydrographique de Saint-Séglin.

### Climat
Pour des articles plus généraux, voir Climat de la Bretagne et Climat d'Ille-et-Vilaine.
En 2010, le climat de la commune est de type climat océanique franc, selon une étude du CNRS s'appuyant sur une série de données couvrant la période 1971-2000. En 2020, Météo-France publie une typologie des climats de la France métropolitaine dans laquelle la commune est exposée à un climat océanique et est dans la région climatique Bretagne orientale et méridionale, Pays nantais, Vendée, caractérisée par une faible pluviométrie en été et une bonne insolation. Parallèlement l'observatoire de l'environnement en Bretagne publie en 2020 un zonage climatique de la région Bretagne, s'appuyant sur des données de Météo-France de 2009. La commune est, selon ce zonage, dans la zone « Intérieur Est », avec des hivers frais, des étés chauds et des pluies modérées.
Pour la période 1971-2000, la température annuelle moyenne est de 11,6 °C, avec une amplitude thermique annuelle de 13 °C. Le cumul annuel moyen de précipitations est de 773 mm, avec 12,3 jours de précipitations en janvier et 6 jours en juillet. Pour la période 1991-2020, la température moyenne annuelle observée sur la station météorologique la plus proche, située sur la commune de Guer à 10 km à vol d'oiseau, est de 12,3 °C et le cumul annuel moyen de précipitations est de 872,7 mm,. Pour l'avenir, les paramètres climatiques de la commune estimés pour 2050 selon différents scénarios d'émission de gaz à effet de serre sont consultables sur un site dédié publié par Météo-France en novembre 2022.

## Urbanisme

### Typologie
Au 1er janvier 2024, Saint-Séglin est catégorisée commune rurale à habitat dispersé, selon la nouvelle grille communale de densité à sept niveaux définie par l'Insee en 2022.
Elle est située hors unité urbaine. Par ailleurs la commune fait partie de l'aire d'attraction de Rennes, dont elle est une commune de la couronne,. Cette aire, qui regroupe 183 communes, est catégorisée dans les aires de 700 000 habitants ou plus (hors Paris),.

### Occupation des sols
L'occupation des sols de la commune, telle qu'elle ressort de la base de données européenne d'occupation biophysique des sols Corine Land Cover (CLC), est marquée par l'importance des territoires agricoles (92,3 % en 2018), une proportion identique à celle de 1990 (92,3 %). La répartition détaillée en 2018 est la suivante :
terres arables (53,1 %), prairies (29,1 %), zones agricoles hétérogènes (10,1 %), forêts (4,6 %), zones urbanisées (3,1 %). L'évolution de l'occupation des sols de la commune et de ses infrastructures peut être observée sur les différentes représentations cartographiques du territoire : la carte de Cassini (XVIIIe siècle), la carte d'état-major (1820-1866) et les cartes ou photos aériennes de l'IGN pour la période actuelle (1950 à aujourd'hui).

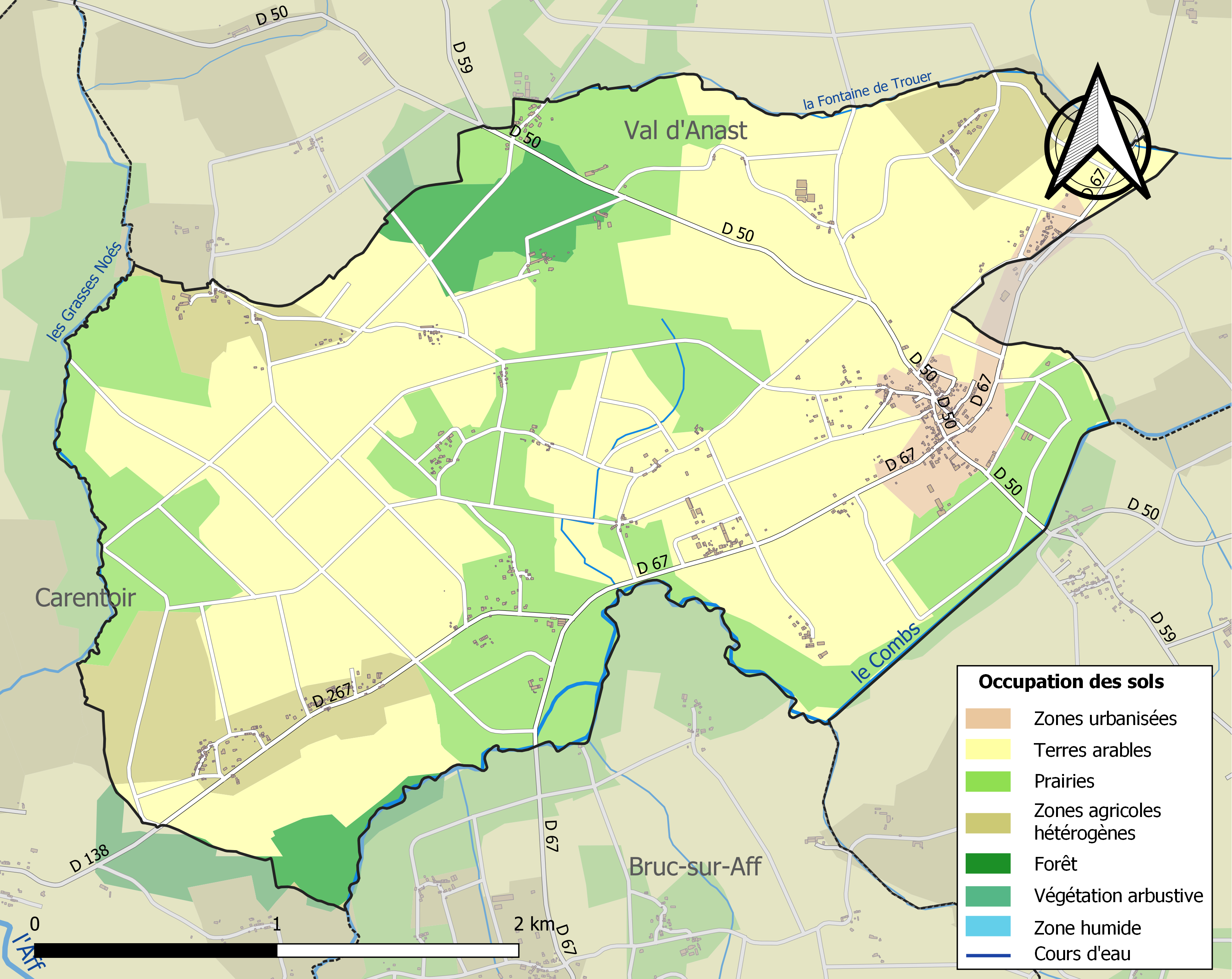
Carte des infrastructures et de l'occupation des sols de la commune en 2018 (CLC).

## Toponymie
Le nom de la localité est attesté sous les formes in parochia Sancti Siginini en 1101, Ecclesia Sancti Siginnuni en 1032, ecclesia Sancti Sisignii en 1202, Sancti Siginii en 1208, Sancti Signinii en 1442.
En 843, Saint-Séglin est probablement l'une des sept chapelles qui dépend de l'ancienne paroisse primitive d'Anast ou Maure-de-Bretagne (Anast en breton).
Le nom de la commune en gallo est Saint-Seguelin prononcé [sɛ̃zgəlɛ̃] ou [sɛ̃ɪ̆zglɛ̃].

## Histoire

### Moyen-Âge
Une tradition conservée par les Bollandistes attribue la fondation de la paroisse à un prêtre écossais du nom de Siginus ou Signinus, francisé en Séglin, qui aurait vécu au VIIe siècle. Les plus anciens actes, relevés par Erwan Vallerie, mentionnent Sancti Siginunni en 1031 (cf. Preuves de Dom Morice), Sancti Sigininni en 1101 (cartulaire de Redon), Sancto Sisignii en 1202, Sancti Siginii en 1208. En revanche, en 1429, un mandement du duc Jean V fait bien état de Saint Sequelin. Une autre tradition rapportée par le chanoine Guillotin de Corson assure que l'église primitive se trouvait près du manoir de Jarossay, et Paul Banéat affirme que l'on y voyait encore au début du XXe siècle des substructions d'origine gallo-romaine et des ossements, vestiges d'un ancien cimetière au lieu-dit "le Champ des Déserts".
L'acte conservé dans le cartulaire de Redon qui enregistre en 843 la donation de la paroisse d'Anast à l'abbaye Saint-Maur de Glanfeuil par le machtiern Anowareth ne mentionne pas Saint-Séglin parmi les confins de cette paroisse primitive. Guillotin de Corson conclut de cette indication que Saint-Séglin était alors l'une des sept chapelles d'Anast (aujourd'hui, Maure-de-Bretagne).
La première mention de la paroisse de Saint-Séglin remonte l'an 1031. À cette date, la vicomtesse Roianteline de Porhoët en fit don à l'abbaye Saint-Georges de Rennes qui en reçu confirmation de l'évêque de Saint-Malo, Pierre Giraud, en 1202. La fondation du prieuré par des moniales bénédictines au lieu-dit "l'Abbaye" dut intervenir dans le courant du XIIIe siècle, car en 1299, le trésorier de l'église de Rennes, Alain de Châteaugiron avouait jouir de ses revenus. Jusqu'à la Révolution, la cure de Saint-Séglin, dépendante du prieuré, fut à la présentation de l'abbesse de Saint-Georges.
En 1430, les maisons nobles de l'endroit étaient : la Ville, la Haulière, la Sauvagère, le Jaroczai [Jarossay], Tréguhere, et l'hôtel de l'Abbaye, à l'Abbesse de Saint-Georges de Rennes.

### Temps modernes

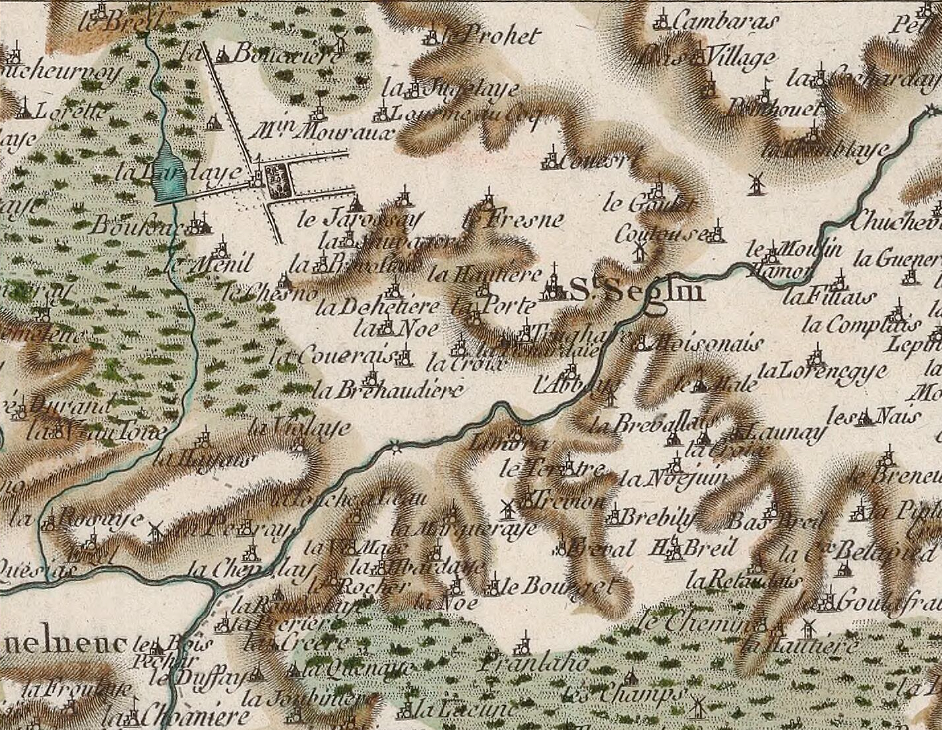
Carte de Cassini de la paroisse de Saint-Séglin et de ses environs (1785).

Le seigneur de Maure était seigneur supérieur et fondateur (prééminencier) de Saint-Séglin, quoique l'abbesse de Saint-Georges prétendit au même honneur. Les seigneurs de la Sauvagère et de Tréguhaire disposaient aussi de quelques prééminences. Une confrérie du Saint-Nom-de-Jésus existait en 1677. L'église, en forme de croix latine, fut en partie (chœur et transept) reconstruite en 1736 ; la nef le fut en 1851, en style néogothique.
Jean-Baptiste Ogée décrit ainsi Saint-Séglin en 1778 :

« Saint-Séglin : dans un fond ; à 19 lieues au sud de Saint-Malo, son évêché ; à 8 lieues de Rennes et à 4 lieues de Plélan, sa subdélégation. Cette paroisse ressortit à Ploërmel, et compte 600 communiants : la collation de la cure appartient à l'Abbesse de Saint-Georges. Le territoire, couvert d'arbres fruitiers et de buissons, renferme des terres en labeur (labour) de bonne qualité, des prairies, des landes, et le bois de la Sauvagère. »

### Révolution française
Saint-Séglin était déjà constituée en commune en 1796.
Jean Gicquel, recteur de Saint-Séglin à partir de 1776, passa la Révolution caché dans sa paroisse et redevint officiellement recteur après le Concordat en 1803 ; il décéda en 1811.
Le maire de l'époque, Jean Durand, racheta à cette date comme bien national l'église paroissiale désaffectée depuis la Terreur, afin d'y rétablir le culte.

### LeXIXesiècle
A. Marteville et P. Varin, continuateurs d'Ogée, décrivent ainsi Saint-Séglin en 1853 :

« Saint-Séglin (sous l'invocation de saint Séglin, saint inconnu, fêté le 29 novembre) : commune formée de l'ancienne paroisse de ce nom ; aujourd'hui succursale. (..) Principaux villages : le Prais, le Moulin-Moureau, Courry, Goulet, l'Abbaye, la Brebaudière, la Vlolais, la Hayais. Maison importante : château de la Sauvagère. Superficie totale 939 hectares 50 ares, dont (..) terres labourables 441 ha, prés et pâturages 112 ha, vergers et jardins 40 ha, bois 18 ha, landes et incultes 295 ha (..). La commune est limitée au sud et un peu à l'est par la rivière de Combs. Bois de la Sauvagère. Géologie : schiste argileux. On parle le français [en fait le gallo]. »

Deux écoles congréganistes (une pour les garçons, une pour les filles) ouvrent en 1873 à Saint-Séglin à l'initiative de l'abbé Riaud.
En 1880 les communes de Loutehel et Saint-Séglin furent exclues de la distribution des recours aux indigents décidés par le gouvernement car il ne se trouvait pas de personnes républicaines dans ces deux localités pour procéder à la répartition des aides prévues. Or, selon le conseiller général du canton, Saint-Séglin est la plus pauvre commune de toute la région.
À l'instar des communes voisines, Saint-Séglin a subi un double phénomène de reconstruction et de modernisation du bâti durant le siècle qui s'écoule approximativement entre 1850 et 1950. Quelques pièces d'architecture ancienne méritent d'être citées : les maisons de ferme de la Couériais et de la Croix Orain (XVIIIe siècle), celle de l'Abbaye (1835), la demeure d'Haudebert (1818), l'ancienne maison d'école (début du XIXe siècle), le colombier et la chapelle de la Sauvagère (XVIIe siècle), enfin, l'église paroissiale et l'ancienne croix du cimetière. Dans un corpus patrimonial plus récent, on retiendra l'ancienne boucherie sur la place du bourg, une maison de ferme à la Hayais et le château de la Sauvagère.

### LeXXesiècle

#### La Belle Époque
L'école des filles de Saint-Séglin tenue par des religieuses est laïcisée à compter du 14 septembre 1903 en vertu de la loi sur les congrégations.
Un lecteur (Jean Rispas, du Cou) de La Dépêche bretonne écrit en 1906 : « Ni le maire, ni la municipalité, ne font rien pour faire nettoyer leur bourg. Le puits qui se trouve sur la place a été recreusé avant l'hiver, et toute la boue qui en est sortie est restée là. Personne ne l'enlève. Bien plus, il y a un fermier, dans le bourg, qui dépose tout son fumier à sa porte, sur le bord du chemin : voyez le bel effet que cela fait : le purin, le fumier, l'eau et la boue mêlés par les passants. C'est une infection véritable (..) ».

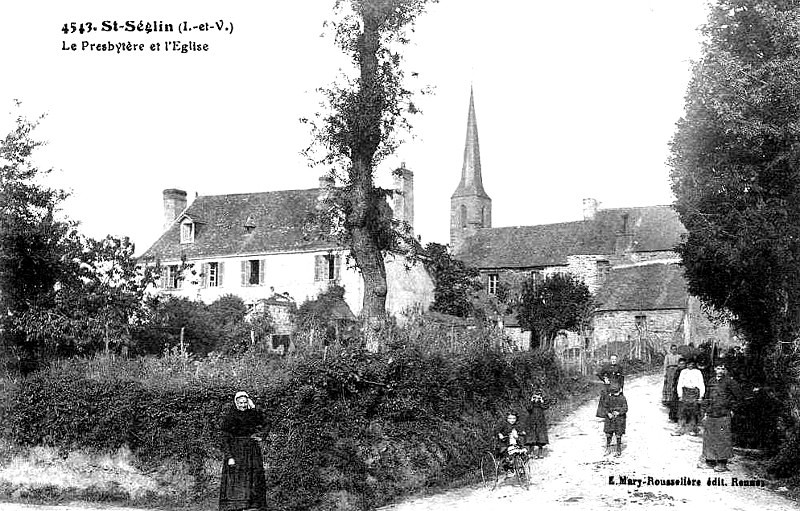
Saint-Séglin : l'église et le presbytère au début du XXe siècle (carte postale).
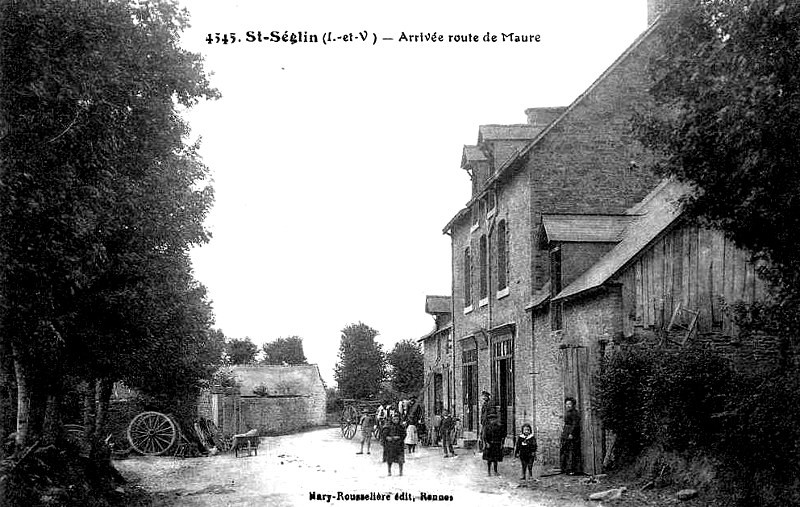
Saint-Séglin : l'arrivée par la route de Maure au début du XXe siècle (carte postale).
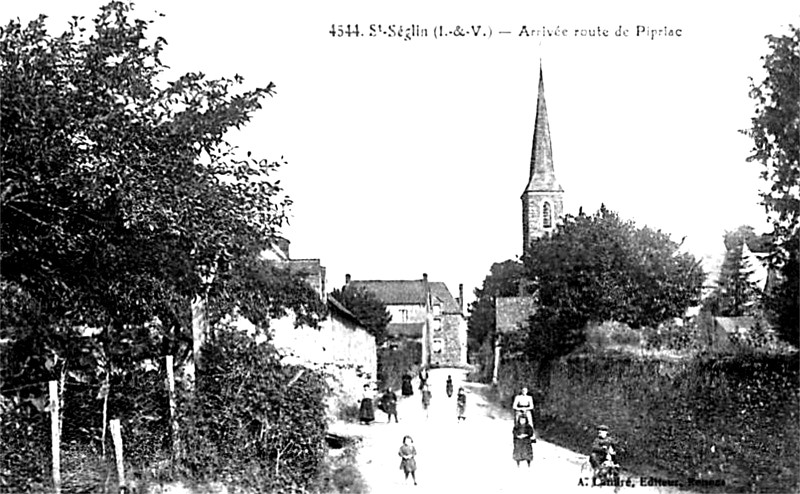
Saint-Séglin : l'arrivée par la route de Pipriac au début du XXe siècle (carte postale).
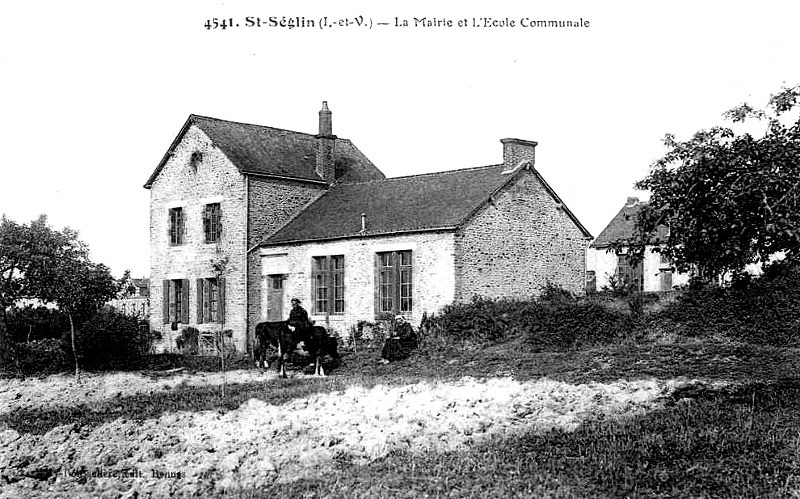
Saint-Séglin : la mairie et l'école communale au début du XXe siècle (carte postale).
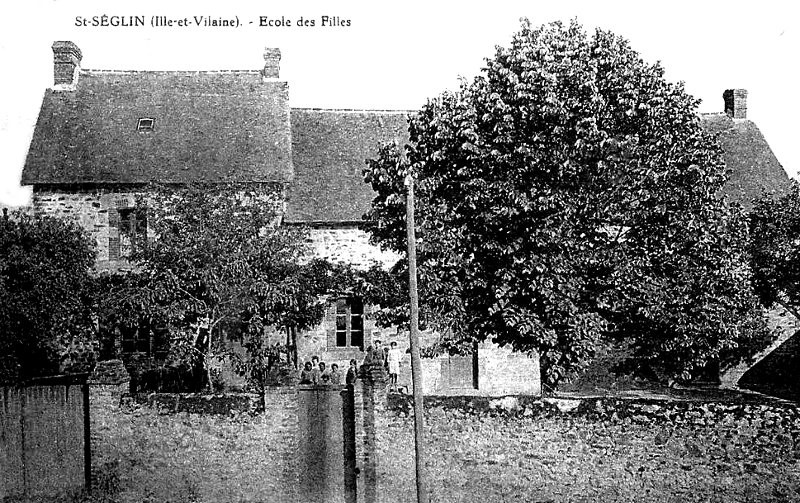
Saint-Séglin : l'école des filles au début du XXe siècle (carte postale).
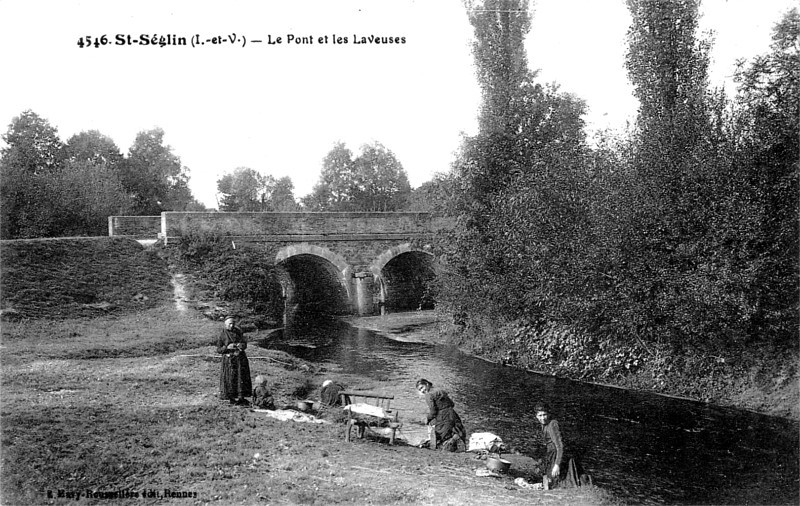
Saint-Séglin : laveuses dans la rivière Combs au début du XXe siècle (carte postale).

#### La Première Guerre mondiale
Le monument aux morts de Saint-Séglin porte les noms de 34 soldats morts pour la France pendant la Première Guerre mondiale ; parmi eux, 2 sont morts en Belgique (François Colin dès le 22 août 1914 à Tamines et Désiré Boivin le 8 mai 1918) ; Auguste Renault est mort le 27 octobre 1918 en Bulgarie ; Louis Le Breton est mort en 1917 alors qu'il était prisonnier en Allemagne ; la plupart des autres sont morts sur le sol français.

#### L'Entre-deux-guerres
Le monument aux morts est béni le 10 septembre 1922 ; sur un socle en granite posé sur deux marches et qui porte les noms des victimes de la guerre est placée une statue en fonte bronzée, réalisée d'après une sculpture d'Ernest Toussaint, sculpteur à Donjeux (Haute-Marne), de Jeanne-d'Arc coiffée de son heaume. « C'est le dimanche 10 septembre qu'a eu lieu à Saint-Séglin l'inauguration du Monument aux Morts pour la Patrie. La fête fut exclusivement religieuse (..). La grand'messe fut chantée par le R.P.Umbricht, commandeur de la Légion d'honneur, titulaire de douze citations (..), amputé d'un bras ».
Le nouveau cimetière, remplaçant l'ancien situé dans l'enclos paroissial, ouvre en 1926 ; d'anciennes pierres tombales servent de mur de soutènement le long de la rue Saint-Michel.
Le foyer Saint-Michel, sous l'impulsion de l'abbé Jugdé, vicaire instituteur, commence ses activités, notamment théâtrales, pendant l'Entre-deux-guerres. La salle Saint Michel est inauguré le 30 avril 1939. Ce foyer poursuivi quelque temos son activité après la Seconde Guerre mondiale. La salle Saint-Michel fut détruite pour laisser place à la salle multifonctions actuelle en 1992

#### La Seconde Guerre mondiale
Le monument aux morts de Saint-Séglin porte les noms de 2 personnes (L. Geffroy et E. Richard) mortes pour la France pendant la Seconde Guerre mondiale.

#### L'après Seconde Guerre mondiale
Saint-Séglin fut une des premières commune en France a subir le remembrement.
Le club de football Le réveil singlinois a été créé en 1969

## Politique et administration

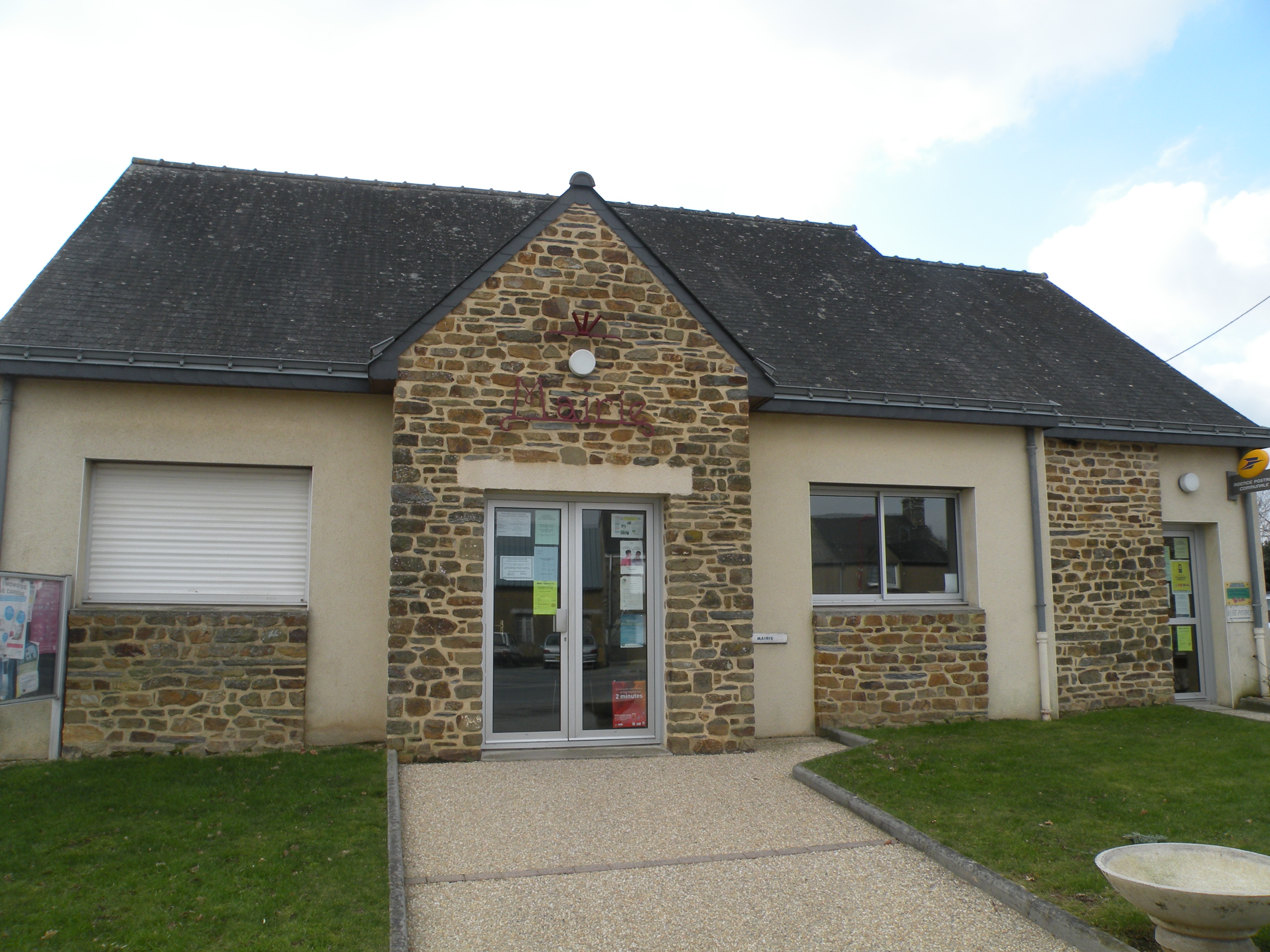
La mairie.

| Période                                  | Période  | Identité                | Étiquette | Qualité |
| ---------------------------------------- | -------- | ----------------------- | --------- | --- |
|                                          |          |                         | -         | |
| avant 1800                               | 1808     | Delannée                | -         | |
| 1808                                     | 1828     | André David             | -         | Acheteur de l'église paroissiale comme bien national pendant la Révolution française.                      |
| 1828                                     | 1835     | Mathurin Ropert         | -         | |
| 1835                                     | 1853     | André David             | -         | Déjà maire entre 1820 et 1828. Signe les actes d'état-civil entre 1828 et 1835 en tant d'adjoint au maire. |
| 1855                                     | 1864     | Joseph Pérotaux         | -         | Rentier.                                                                                                   |
| 1864                                     | 1870     | Pierre Durand           | -         | Cultivateur.                                                                                               |
| 1870                                     | 1895     | Jean-Joseph Barre.      | -         | Cultivateur.                                                                                               |
| 1895                                     | 1923     | Jean-Marie Renault      | -         | Cultivateur.                                                                                               |
| 1925                                     | 1947     | Claude-Pierre Thoux     | -         | Colonel d'artillerie. Habitait le château de la Sauvagère.                                                 |
| 1947                                     | 1983     | Marcel Thoux            | DVD       | Propriétaire-exploitant. Fils de Claude-Pierre Thoux, maire précédent.                                     |
| 1983                                     | 2008     | Joseph Barre            | DVD       | Conducteur de car.                                                                                         |
| 2008                                     | 2014     | Claude Dutertre         | -         | Responsable ressources humaines.                                                                           |
| 2014                                     | En cours | Marie-Thérèse Monvoisin | SE        | Enseignante retraitée.                                                                                     |
| Les données manquantes sont à compléter. |          |                         |           | |

## Démographie
L'évolution du nombre d'habitants est connue à travers les recensements de la population effectués dans la commune depuis 1793. Pour les communes de moins de 10 000 habitants, une enquête de recensement portant sur toute la population est réalisée tous les cinq ans, les populations de référence des années intermédiaires étant quant à elles estimées par interpolation ou extrapolation. Pour la commune, le premier recensement exhaustif entrant dans le cadre du nouveau dispositif a été réalisé en 2008.

En 2022, la commune comptait 600 habitants, en évolution de +7,72 % par rapport à 2016 (Ille-et-Vilaine : +5,46 %, France hors Mayotte : +2,11 %).
| 1793 | 1800 | 1806 | 1821 | 1831 | 1836 | 1841 | 1846 | 1851 |
| ---- | ---- | ---- | ---- | ---- | ---- | ---- | ---- | ---- |
| 695  | 720  | 777  | 661  | 649  | 658  | 688  | 728  | 762  |

| 1856 | 1861 | 1866 | 1872 | 1876 | 1881 | 1886 | 1891 | 1896 |
| ---- | ---- | ---- | ---- | ---- | ---- | ---- | ---- | ---- |
| 800  | 797  | 771  | 771  | 751  | 763  | 779  | 823  | 815  |

| 1901 | 1906 | 1911 | 1921 | 1926 | 1931 | 1936 | 1946 | 1954 |
| ---- | ---- | ---- | ---- | ---- | ---- | ---- | ---- | ---- |
| 791  | 811  | 814  | 750  | 711  | 683  | 667  | 608  | 557  |

| 1962 | 1968 | 1975 | 1982 | 1990 | 1999 | 2006 | 2008 | 2013 |
| ---- | ---- | ---- | ---- | ---- | ---- | ---- | ---- | ---- |
| 559  | 512  | 495  | 411  | 409  | 433  | 456  | 462  | 516  |

| 2018 | 2022 | - | - | - | - | - | - | - |
| ---- | ---- | - | - | - | - | - | - | - |
| 574  | 600  | - | - | - | - | - | - | - |

## Enseignement

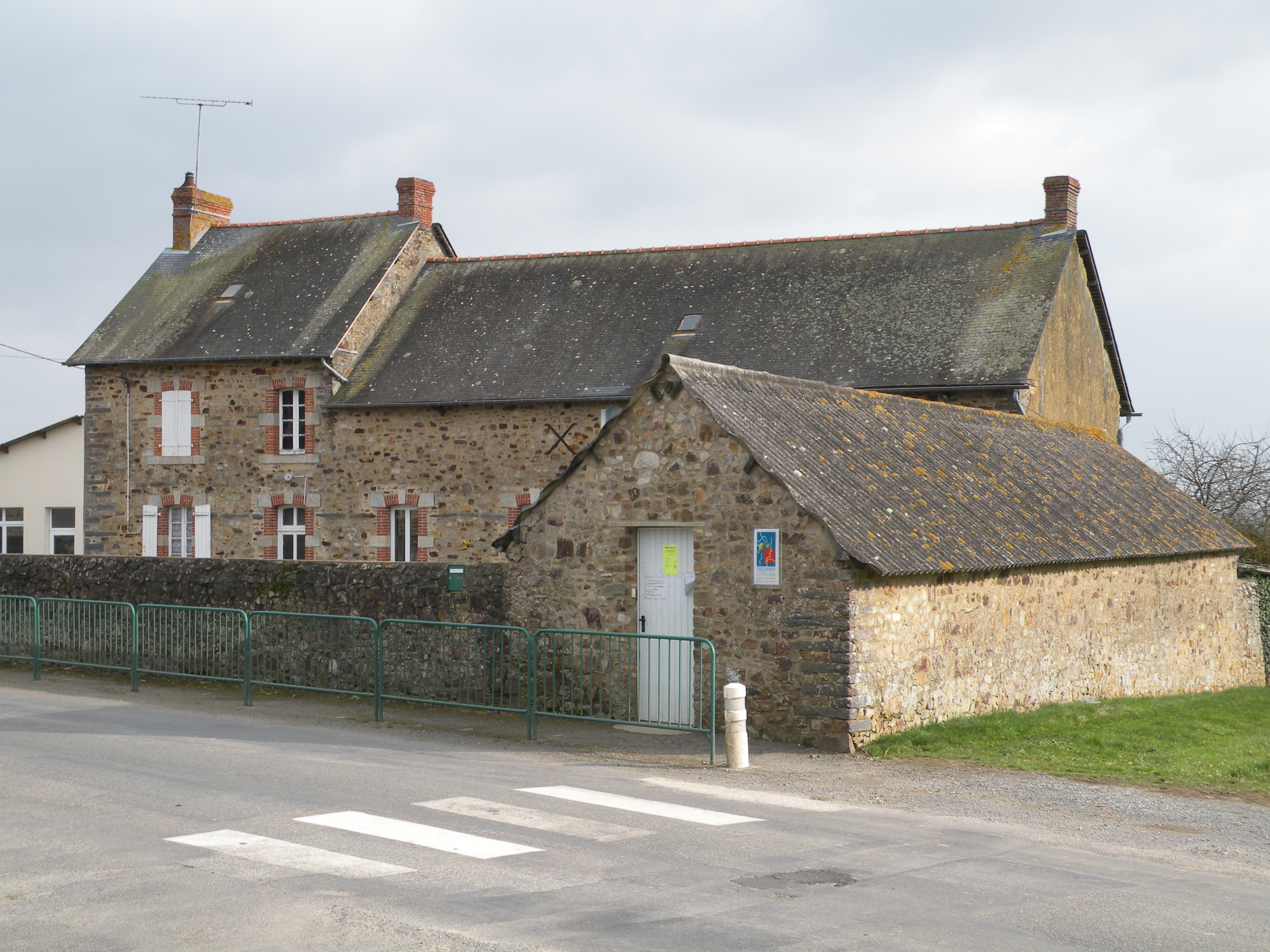
L'école privée.

## Lieux et monuments
- L'église paroissiale Saint-Séglin : en forme de croix latine, elle date en partie de 1736 (chœur et transept, en plein cintre) ; la nef et le clocher ont été reconstruits par l'architecte Edouard Brossais-saint-Marc.

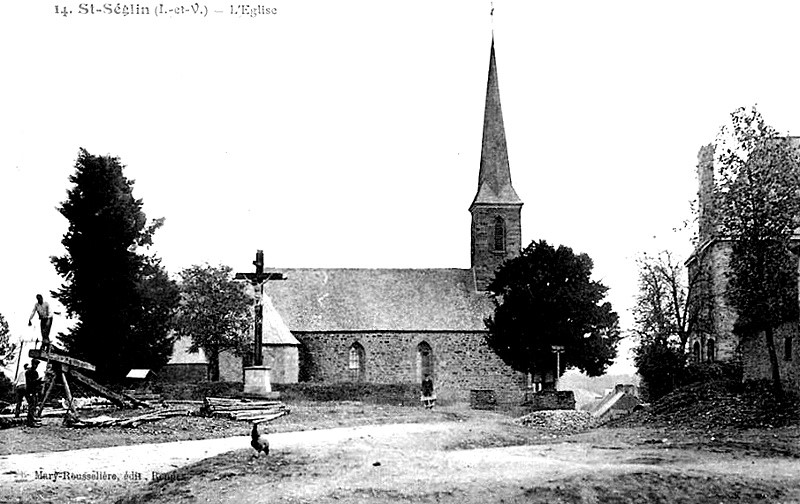
Saint-Séglin : l'église et son calvaire au début du XXe siècle (carte postale).
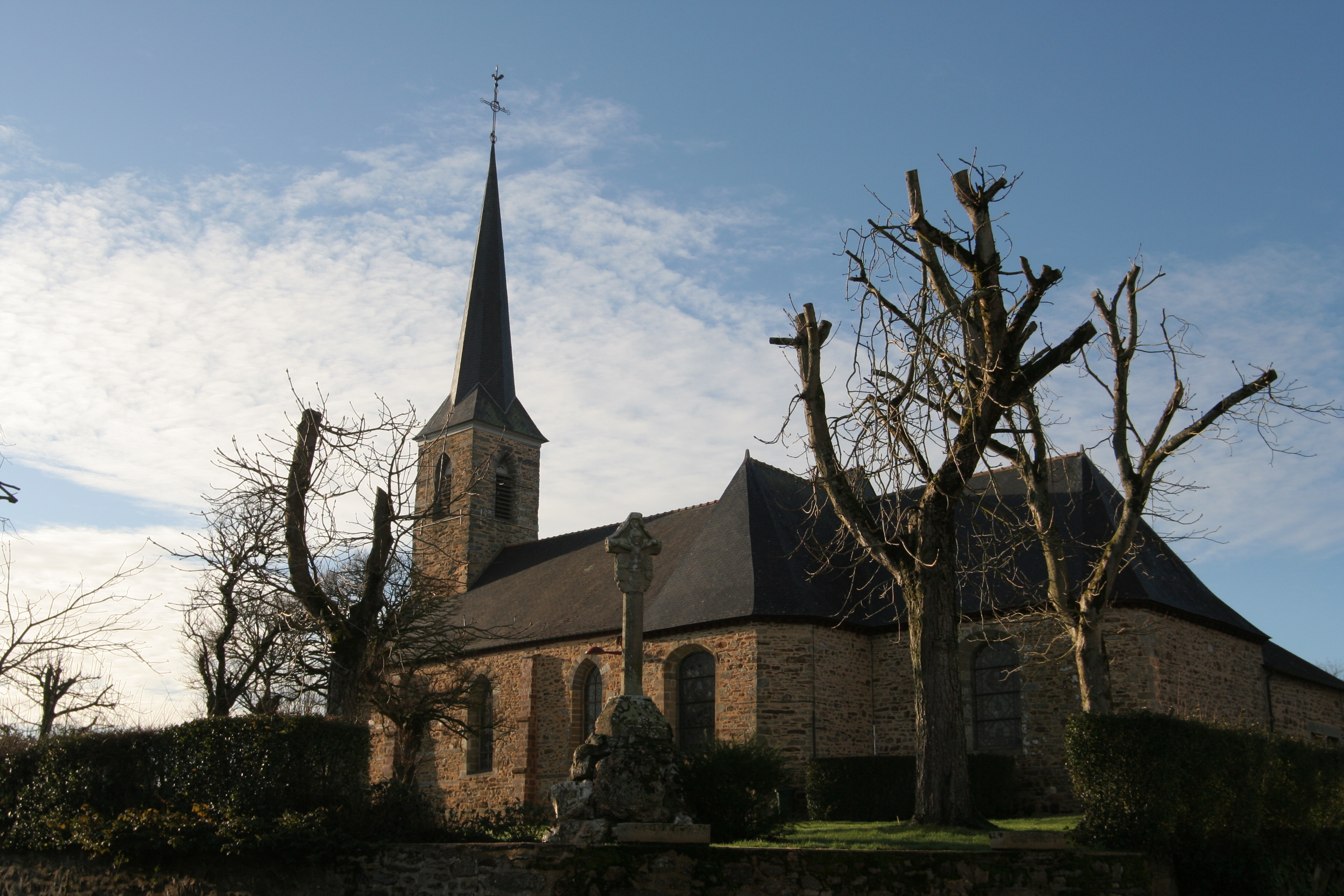
Église et calvaire : vue d'ensemble.
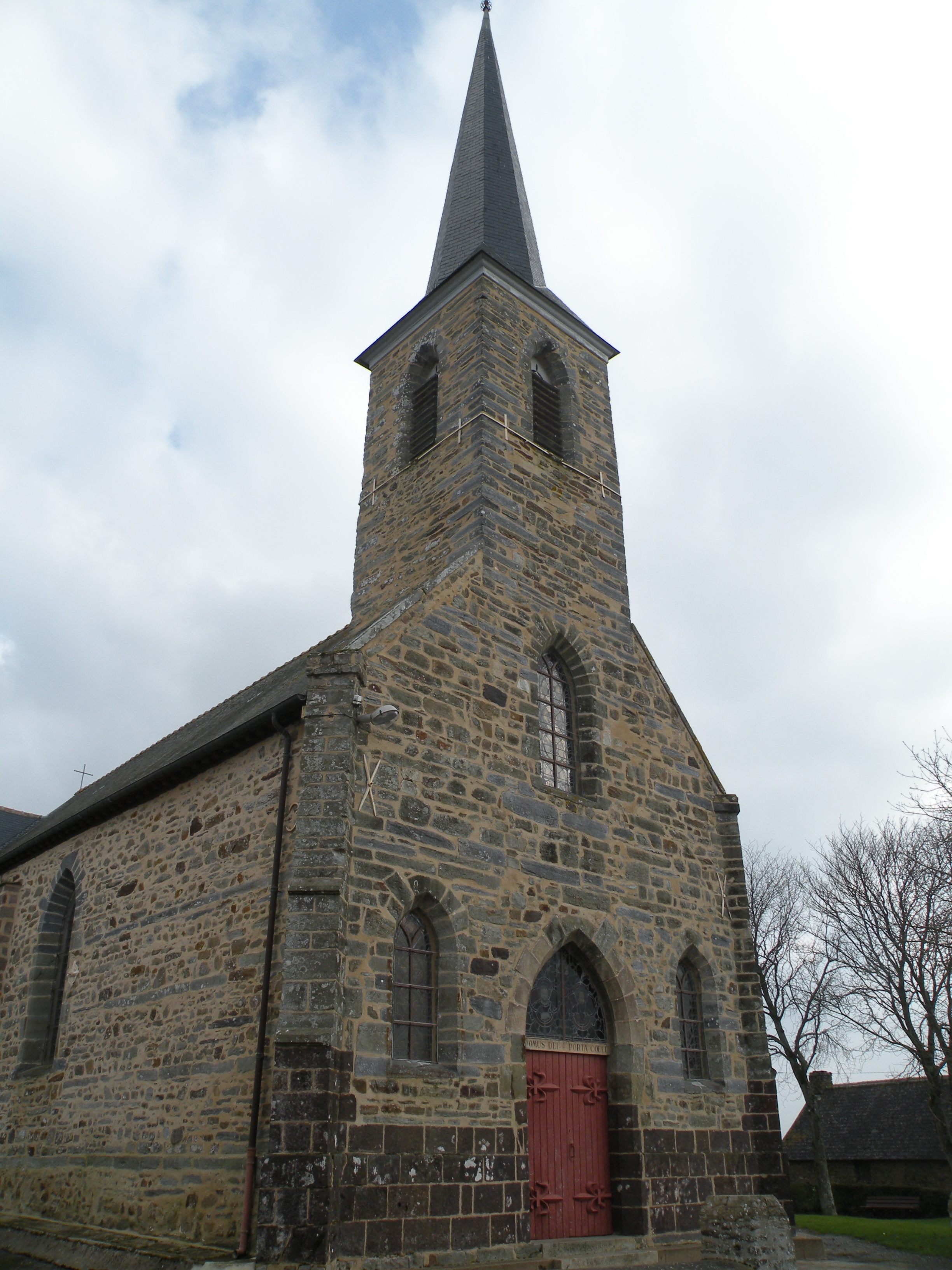
Façade de l'église.
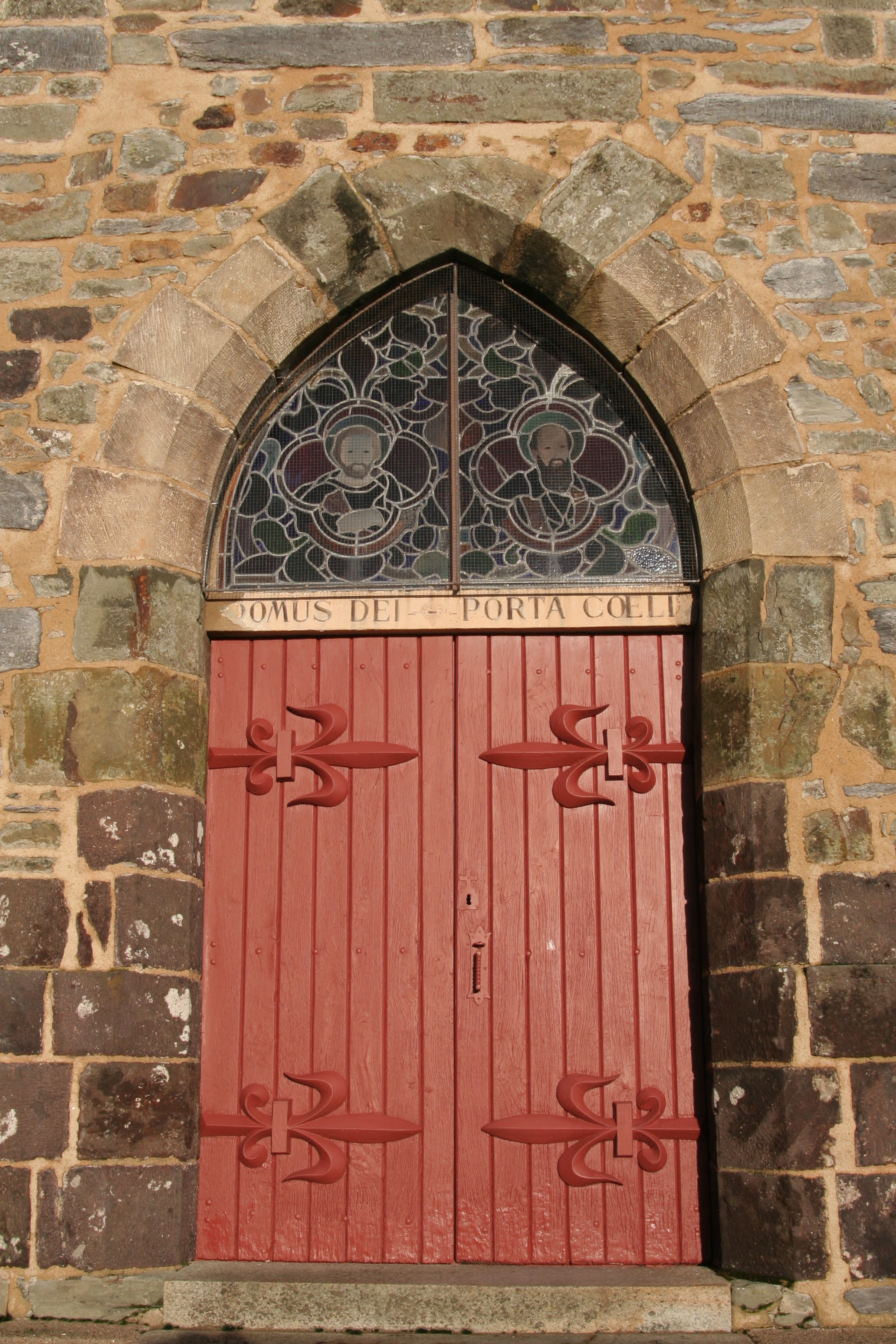
Église : porte.

- Croix de cimetière, sur la place de l'église.
- Le château de la Sauvagère : il date du XIXe siècle, avec remparts datant du XVIe siècle.

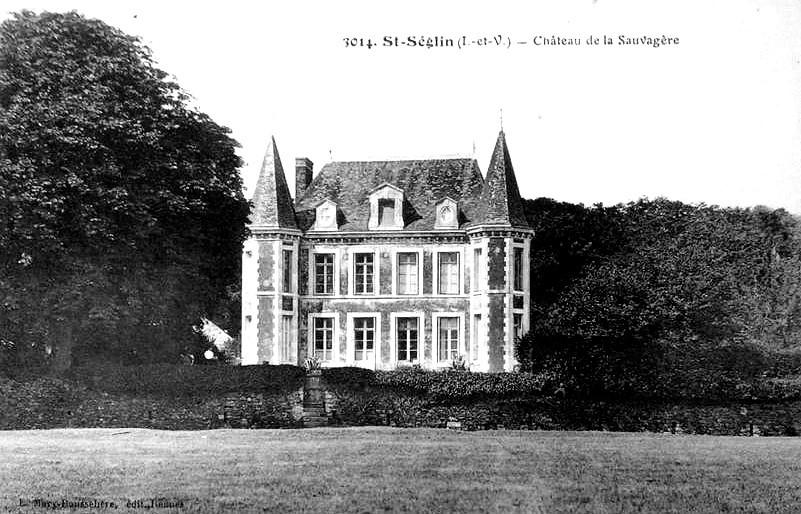
Le château de la Sauvagère au début du XXe siècle (carte postale).

- Manoir de Jarossay.
- La Ruchette.

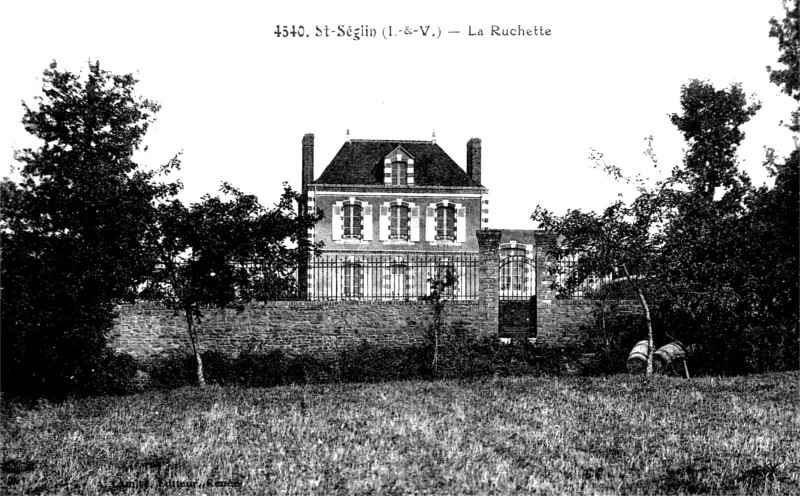
La Ruchette au début du XXe siècle (carte postale).

- Le moulin de la Lande : il n'en reste que des ruines (il cessa son activité au début du XXe siècle)[43].

## Personnalités liées à la commune
- Anne-Marie Ménand ou Menans, née le 9 juin 1837 à Saint-Séglin, communarde, accusée d'avoir été incendiaire[44].
- Mathurine Fourchon, septième femme chevalière de la Légion d'Honneur, épouse de Geffroy Perrault, né le 25 septembre 1782 à Saint-Séglin, officier d'artillerie de la Grande Armée.